# Charles de Choiseul-Praslin

Stemma di famiglia.

Il duca di Praslin Charles Laure Hugues Théobald de Choiseul (Parigi, 29 giugno 1804 – Parigi, 24 agosto 1847) è stato un politico francese, Pari di Francia dal 1834, cavaliere d'onore di Elena duchessa d'Orléans, moglie di Ferdinando Filippo d'Orléans, nonché membro della Camera dei Deputati francese dal 1838 al 1842.

## Biografia
Primo dei cinque figli di Charles Raynart Laure Félix duca di Choiseul, deputato e comandante della Guardia nazionale francese durante il Primo impero, divenne deputato per il Dipartimento della Senna e Marna, e di Charlotte Le Tonnelier de Breteuil.
Il 18 ottobre 1824 sposò Françoise (detta Fanny) Altaria Rosalba Sebastiani della Porta, figlia del generale Horace Sébastiani, Maresciallo di Francia e Ministro durante la Monarchia di Luglio e di Fanny De Franquetot de Coigny, che morì dandola alla luce, dalla quale ebbe dieci figli.
Omicidio della moglie
La coppia viveva nel palazzo dei Choiseul a Vaux-le-Vicomte ed i rapporti di coppia furono spesso tormentati. Durante un viaggio da Vaux-le-Vicomte a Dieppe, i duchi sostarono per la notte nel loro appartamento parigino, in Rue du Faubourg Sant-Honoré, il 17 agosto 1847. Durante la notte, attorno alle 5 di mattina, la servitù venne svegliata da rumori provenienti dalla camera della duchessa; raggiunta la stanza, trovarono la duchessa a terra colpita ripetutamente da un pugnale dopo essere stata imbavagliata. La servitù chiamò aiuto e l'ultimo a rispondere agli appelli fu proprio il duca, fatto questo che iniziò a far crescere i sospetti su di lui, anche considerando che, nonostante il clamore, la sua stanza aveva ancora le finestre chiuse. Durante le indagini, la polizia rinvenne in una stanza adiacente a quella del duca l'impugnatura di un pugnale sporca di sangue chiusa in un armadio, un accappatoio parzialmente lavato ma ancora sporco di sangue ed altri oggetti buttati in un camino e parzialmente bruciati.
Tutto questo portò all'incriminazione del duca, assieme al fatto che venne trovata una pistola carica accanto al suo letto: la teoria della polizia consisteva nel fatto che il duca avrebbe meditato di sparare alla moglie e che avesse deciso di usare un altro metodo rendendosi conto dell'allarme che l'esplosione avrebbe provocato. A sua difesa dichiarò di avere impugnato l'arma per cercare di difendere la moglie da uno sconosciuto, ma non fu in grado di descrivere come e da dove questo fosse fuggito. Un servitore dichiarò poi come, entrato nella camera del duca per avvisarlo, lo avesse trovato intento a lavarsi le mani. Una piccola goccia di sangue venne trovata nella bacinella che egli avrebbe usato.
Esistono due teorie diverse sul movente che avrebbe spinto il duca al delitto: la prima descrive Fanny come una donna ossessiva, possessiva e gelosa, fatto che avrebbe esasperato il marito; la seconda parla invece della scoperta di un'infedeltà da parte del duca con una governante, per la quale la moglie avrebbe minacciato di avviare una causa di divorzio con tutto lo scandalo che ne sarebbe derivato. Non mancavano inoltre testimonianze che parlavano negli anni precedenti di continui e violenti litigi tra i coniugi.
La morte
Dopo l'arresto, il duca venne trasferito al Palazzo del Lussemburgo per affrontare il processo davanti alla Corte dei Pari, che era stata istituita con un decreto reale per giudicare dei crimini commessi da appartenenti alla nobiltà. Il processo doveva essere presieduto da Étienne-Denis Pasquier, ma il 18 agosto 1847, mentre era in carcere, Choiseul-Praslin riuscì ad eludere la sorveglianza delle guardie e a ingerire una forte dose di arsenico o di laudano; rimase in agonia per i giorni successivi, rifiutando di rispondere alle domande e di mangiare, fino a morire il 24 agosto, non senza avere affermato ancora una volta la sua innocenza.
Ipotesi alternative alla morte
Un'insistente voce popolare dice che Choiseul-Praslin si sarebbe rifugiato in Inghilterra, mentre il ricercatore nicaraguense Eddy Kühl sostiene che egli si sarebbe trasferito a Matagalpa, dove si sarebbe ricreato una famiglia, avendo cinque figli, sarebbe vissuto fino al 1882 e sarebbe stato sepolto a Ciudad Darío. Le ricerche di Kühl, pubblicate nel 2000, risvegliarono l'interesse degli eredi di Choiseul-Praslin, che hanno dichiarato di voler incontrare i presunti parenti sudamericani.

## Influenza culturale
- Questa questione privata assunse una rilevanza pubblica notevole, anche in considerazione della notorietà e della posizione sociale della coppia, e contribuì almeno in parte alla caduta della Monarchia di luglio, che non aveva certo bisogno di uno scandalo del genere in un periodo in cui era già in discredito. L'opposizione cavalcò lo scandalo, denunciando la corruzione dell'alta società attorno a Luigi Filippo. Il governo e la magistratura furono inoltre accusati di aver dichiarato che il duca si era suicidato per poterlo segretamente liberare e permettergli di rifugiarsi all'estero. Lo scandalo contribuì a gettare ulteriore discredito sulla Monarchia di luglio, contribuendo inoltre all'esplodere della Rivoluzione del 1848.

- Charles de Choiseul-Praslin è uno dei personaggi principali del romanzo di Rachel Field All This, and Heaven Too (1938), da cui venne tratto il film Paradiso proibito (1940), diretto da Anatole Litvak.

## Ascendenza
|                                              |                             |                                                     | Genitori                                            |  |  | Nonni |  |  | Bisnonni                            |  |  | Trisnonni                             |  |
|                                              |                             |                                                     |                                                     |  |  |       |  |  | 8. Renaud César de Choiseul-Praslin |  |  | 16. César Gabriel de Choiseul-Praslin |  |
|                                              |                             |                                                     |                                                     |  |  |       |  |  | 8. Renaud César de Choiseul-Praslin |  |  | 16. César Gabriel de Choiseul-Praslin |  |
|                                              |                             | 17. Anne-Marie de Champagne                         |                                                     |  |  |       |  |  | 8. Renaud César de Choiseul-Praslin |  |  |                                       |  |
| 4. Antoine-César de Choiseul-Praslin         |                             |                                                     |                                                     |  |  |       |  |  | 8. Renaud César de Choiseul-Praslin |  |  |                                       |  |
|                                              |                             | 9. Guyonne Marguerite Philippine de Durfort-Lorges  | 18. Guy Louis de Durfort de Lorges                  |  |  |       |  |  |                                     |  |  |                                       |  |
|                                              |                             | 9. Guyonne Marguerite Philippine de Durfort-Lorges  | 18. Guy Louis de Durfort de Lorges                  |  |  |       |  |  |                                     |  |  |                                       |  |
|                                              |                             | 9. Guyonne Marguerite Philippine de Durfort-Lorges  | 19. Marie Marguerite Reine Butault de Marsan        |  |  |       |  |  |                                     |  |  |                                       |  |
| 2. Charles-Félix de Choiseul-Praslin         |                             | 9. Guyonne Marguerite Philippine de Durfort-Lorges  |                                                     |  |  |       |  |  |                                     |  |  |                                       |  |
|                                              |                             | 10. Charles II O'Brien de Thomond                   | 20. Charles I O'Brien de Thomond                    |  |  |       |  |  |                                     |  |  |                                       |  |
|                                              |                             | 10. Charles II O'Brien de Thomond                   | 20. Charles I O'Brien de Thomond                    |  |  |       |  |  |                                     |  |  |                                       |  |
|                                              |                             | 10. Charles II O'Brien de Thomond                   | 21. Charlotte Bulkeley                              |  |  |       |  |  |                                     |  |  |                                       |  |
| 5. Charlotte Antoinette O'Brien Thomond      |                             | 10. Charles II O'Brien de Thomond                   |                                                     |  |  |       |  |  |                                     |  |  |                                       |  |
|                                              |                             | 11. Marie-Geneviève-Louise Gaultier de Chiffreville | 22. François Gautier de Chiffreville                |  |  |       |  |  |                                     |  |  |                                       |  |
|                                              |                             | 11. Marie-Geneviève-Louise Gaultier de Chiffreville | 22. François Gautier de Chiffreville                |  |  |       |  |  |                                     |  |  |                                       |  |
|                                              |                             | 11. Marie-Geneviève-Louise Gaultier de Chiffreville | 23. Marie-Geneviève Le Tonnelier de Charmeaux       |  |  |       |  |  |                                     |  |  |                                       |  |
| 1. Charles de Choiseul-Praslin               |                             | 11. Marie-Geneviève-Louise Gaultier de Chiffreville |                                                     |  |  |       |  |  |                                     |  |  |                                       |  |
|                                              | 12. Joseph-Marie Sébastiani | …                                                   |                                                     |  |  |       |  |  |                                     |  |  |                                       |  |
|                                              | 12. Joseph-Marie Sébastiani | …                                                   |                                                     |  |  |       |  |  |                                     |  |  |                                       |  |
|                                              | 12. Joseph-Marie Sébastiani | …                                                   |                                                     |  |  |       |  |  |                                     |  |  |                                       |  |
| 6. Horace Sébastiani                         | 12. Joseph-Marie Sébastiani |                                                     |                                                     |  |  |       |  |  |                                     |  |  |                                       |  |
|                                              |                             | 13. Maria Piétra Francesca Alterice Franceschi      | …                                                   |  |  |       |  |  |                                     |  |  |                                       |  |
|                                              |                             | 13. Maria Piétra Francesca Alterice Franceschi      | …                                                   |  |  |       |  |  |                                     |  |  |                                       |  |
|                                              |                             | 13. Maria Piétra Francesca Alterice Franceschi      | …                                                   |  |  |       |  |  |                                     |  |  |                                       |  |
| 3. Françoise Altarice Rosalba Sébastiani     |                             | 13. Maria Piétra Francesca Alterice Franceschi      |                                                     |  |  |       |  |  |                                     |  |  |                                       |  |
|                                              |                             | 14. François Marie Casimir de Franquetot de Coigny  | 28. François-Henri de Franquetot de Coigny          |  |  |       |  |  |                                     |  |  |                                       |  |
|                                              |                             | 14. François Marie Casimir de Franquetot de Coigny  | 28. François-Henri de Franquetot de Coigny          |  |  |       |  |  |                                     |  |  |                                       |  |
|                                              |                             | 14. François Marie Casimir de Franquetot de Coigny  | 29. Marie Jeanne de Bonnevie                        |  |  |       |  |  |                                     |  |  |                                       |  |
| 7. Antoinette Jeanne de Franquetot de Coigny |                             | 14. François Marie Casimir de Franquetot de Coigny  |                                                     |  |  |       |  |  |                                     |  |  |                                       |  |
|                                              |                             | 15. Louise Gabrielle de Conflans                    | 30. Louis de Conflans d'Armentières                 |  |  |       |  |  |                                     |  |  |                                       |  |
|                                              |                             | 15. Louise Gabrielle de Conflans                    | 30. Louis de Conflans d'Armentières                 |  |  |       |  |  |                                     |  |  |                                       |  |
|                                              |                             | 15. Louise Gabrielle de Conflans                    | 31. Adélaïde Jeanne Françoise de Bouterou d'Aubigny |  |  |       |  |  |                                     |  |  |                                       |  |
|                                              |                             | 15. Louise Gabrielle de Conflans                    |                                                     |  |  |       |  |  |                                     |  |  |                                       |  |